# Distretto di Fălești
Il distretto di Fălești è uno dei 32 distretti della Moldavia, il capoluogo è la città di Fălești.

## Società

### Evoluzione demografica
In base ai dati del censimento, la popolazione è così divisa dal punto di vista etnico:
| Etnia       | Abitanti | %     |
| ----------- | -------- | ----- |
| Moldavi     | 75.863   | 83,99 |
| Ucraini     | 10.711   | 11,86 |
| Russi       | 3.064    | 3,39  |
| Gagauzi     | 39       | 0,04  |
| Bulgari     | 32       | 0,03  |
| Rumeni      | 306      | 0,34  |
| Altre etnie | 305      | 0,34  |

## Geografia antropica

### Suddivisioni amministrative
Il distretto è formato da 1 città e 30 comuni

#### Città
- Fălești

#### Comuni
1. Albinețul Vechi
2. Bocani
3. Catranîc
4. Călinești
5. Călugăr
6. Ciolacu Nou
7. Egorovca
8. Făleștii Noi
9. Glinjeni
10. Hiliuți
11. Horești
12. Ilenuța
13. Ișcălău
14. Izvoare
15. Logofteni
16. Mărăndeni
17. Musteața
18. Natalievca
19. Năvîrneț
20. Obreja Veche
21. Pietrosu
22. Pînzăreni
23. Pîrlița
24. Pompa
25. Pruteni
26. Răuțel
27. Risipeni
28. Sărata Veche
29. Scumpia
30. Taxobeni